# Lyon Mountain
Lyon Mountain és una concentració de població designada pel cens dels Estats Units a l'estat de Nova York. Segons el cens del 2000 tenia 458 habitants.

## Demografia
Segons el cens del 2000, Lyon Mountain tenia 458 habitants, 214 habitatges, i 129 famílies. La densitat de població era de 17,4 habitants/km².
Dels 214 habitatges en un 22% hi vivien nens de menys de 18 anys, en un 47,2% hi vivien parelles casades, en un 8,9% dones solteres, i en un 39,3% no eren unitats familiars. En el 36% dels habitatges hi vivien persones soles el 22,9% de les quals corresponia a persones de 65 anys o més que vivien soles. El nombre mitjà de persones vivint en cada habitatge era de 2,14 i el nombre mitjà de persones que vivien en cada família era de 2,72.
Per edats la població es repartia de la següent manera: un 18,3% tenia menys de 18 anys, un 5,7% entre 18 i 24, un 22,5% entre 25 i 44, un 30,6% de 45 a 60 i un 22,9% 65 anys o més.
L'edat mediana era de 46 anys. Per cada 100 dones de 18 o més anys hi havia 85,1 homes.
La renda mediana per habitatge era de 25.000 $ i la renda mediana per família de 41.250 $. Els homes tenien una renda mediana de 39.688 $ mentre que les dones 20.250 $. La renda per capita de la població era de 16.776 $. Entorn del 14,8% de les famílies i el 14,1% de la població estaven per davall del llindar de pobresa.